# 最高の人生の終り方〜エンディングプランナー〜
『最高の人生の終り方〜エンディングプランナー〜』（さいこうのじんせいのおわりかた エンディングプランナー）は、2012年1月12日から3月15日まで、TBS系列の「木曜ドラマ9」枠で放送されたテレビドラマ。主演は山下智久。

## 概要
東京・高円寺で、急死した父が営んでいた警察御用達の葬儀社を継ぐことになった一人の青年が、新米の女性刑事と共に、葬儀社に運ばれてきた遺体から、意外な真実と秘密を解き明かすサスペンスとホームドラマの要素を加えたヒューマンドラマ。基本的に一話完結であるが、エンディングに次回のストーリーへつながるエピローグブリッジの演出がある。TBS自社制作作品。
山下智久は榮倉奈々との共演は『プロポーズ大作戦』以来で、山﨑努との共演は『クロサギ』以来で、榮倉奈々と反町隆史の共演は『グッドライフ〜ありがとう、パパ。さよなら〜』以来である。
キャッチコピーは「逝ってらっしゃいませ。」

## ストーリー
井原真人は小学生の頃、葬儀屋「井原屋」を営む父・浩太郎のせいでいじめられたことなどから父を、そして葬儀屋を憎むようになる。父の意思に背き一人大学を卒業し、居酒屋チェーンで働きながら、合コンに明け暮れる日々が続く。
ある日、真人が担当していたチェーン店の店長が飛び降りし重体になる。仕事で厳しい叱責を浴びせていたことから真人は自分を責めるが、遺書がなかったことから会社に「謝りに行っては疑われる」と真人が謝罪に行くのを止められる。その矢先、妹・晴香から父が倒れたという一報が入る。急いで病院に駆けつけると父親はすでに虫の息で、「葬儀屋を閉めろ」と言い残し死んでしまう。
長男・健人が家出をしていたため喪主を務めることとなった真人だったが、これまでの関係の悪さから素直に悲しめず、喪主の仕事もいい加減に済ませてしまう。葬儀をなんとか終えるが、真人は岩田逸郎に諭されると共に、遺書の存在を知らされる。
後日店長の運ばれた病院へ見舞いに行くが、病室の前へたどり着いたところで店長は死んでしまう。自らの不甲斐なさから遺族に葬儀をうちでやらないかと誘いをかけ、これを「井原屋」最後の仕事にしようとする。警察に店長の落下死について尋ねに行くと、以前合コンで知り合った刑事・坂巻優樹と再会する。自分が自殺に追い込んだのではないかという疑惑を拭うため、彼女の助けも借りながら店長の死を調べていくと新たな事実を発見する。そのことを遺族に伝えると感謝され、葬儀屋の仕事のやりがいが少しずつわかってくる。
一度は店を閉めようとしていたものの、この事件をきっかけに真人は井原屋5代目に就任、優樹と刑事まがいの調査をしながら葬儀屋の仕事をしていくのだった。

## 登場人物

### 主要人物
井原 真人 - 山下智久（少年期：田中理勇）
井原家の次男。中学3年の頃に母を亡くし、父と4人の兄妹で暮らして来た。小学生の頃、同級生から「葬儀屋の息子」であることから「死神」などといじめを受けていた経験もあり、家業を嫌っていた。大学卒業後、大手居酒屋チェーン「日本ロビンフーズ」に入社、担当地域店舗の業績を管理するエリアマネージャーを務めていた。そんなある日、父・浩太郎が急死。会社を辞め、兄の健人が継ぐはずだった「井原屋」の5代目店主に就任し一人暮らしの家を引き払い実家に戻る。
坂巻 優樹 - 榮倉奈々
新米刑事、柔道が得意。真人と合コンで出会って以来、死者の調査をたびたび付き合わされている。
井原 晴香 - 前田敦子（当時AKB48）（小学時代：宮野ここね）
井原家の長女。1989年1月30日生まれ。短大卒業後から主に経理面で家業を手伝っている。幼少の頃の事故で、足に後遺症が残っている。
井原 隼人 - 知念侑李（Hey! Say! JUMP）（幼少期：柴田莉玖）
井原家の三男。大学法学部1年。大学進学後、実家を離れ一人暮らしをしていたが、父が他界したことで仕送りが難しくなり、実家に戻る。
井原 健人 - 反町隆史（少年期：鈴木翔吾）
井原家の長男。浩太郎の前妻との間の子で、真人たち4人の異母兄にあたる。
脳腫瘍を患うが、家族にそれを明かさないまま、浩太郎の死の1か月前に家出してしまう。以降は静岡県富士市のスナックで働いていた。
岩田 逸郎 - 山﨑努
警視庁の元刑事。浩太郎とは長年の友人だと語る。真人の前にのみたびたび現れ、葬儀屋の仕事に悩む彼に助言を与える。自身が優樹の祖父であることを真人に明かす。

### 井原家
井原 桃子 - 大野いと
井原家の次女。高校2年。学校の教師・川原と恋愛関係にある。口より先に手が出る性格をしており、兄姉と衝突することが多々ある。
井原 浩太郎 （満67歳没） - 蟹江敬三
井原兄弟妹の父。葬儀社「葬儀の井原屋」の3代目店主。高所から足を滑らせ転倒し、「葬儀屋を閉めろ」の言葉を残して死去する。

### 警視庁高円寺署
長峰 潤 - 水上剣星
優樹の相棒で先輩。真人の事は井原屋さんと呼んでいるが、1回だけ優樹と同じく｢まさぴょん｣と呼んだ。第8話で相手の両親に｢刑事に娘はやらん｣と言われて3年粘った末、結婚したことが判明。また、妻のお腹に長男がいることも判明した。健康な状態で元気な赤ん坊をむかえるために願掛けをして、大好きなトンカツを控えていた。何者かに公衆電話で呼び出しを受け、待ち合わせ場所に到着した数分後に背後から襲われ殉職する。生まれてくる子供をみることは叶わなかった。
木野原 義男 - 塩見三省
岩田の元部下で長峰が刑事課に初めて配属されたときの上司である。

### その他
田中 英輔 - 大友康平
井原屋の従業員。浩太郎の死後、井原屋の廃業に際し次の職場を見つけるが、真人が井原屋を継ぐことを決心した為再び戻ってくる。
水野 可南子 - 岡本玲
隼人の大学の同級生でサークル仲間。親の会社が倒産し、奨学金で大学に通いながらCLUB「Queen Alice」でキャバクラ嬢として働き生計を立てている。
川原 達法 - 黄川田将也
桃子の担任教師。桃子と恋愛関係にある。
香川 夕子 - 磯野貴理子
井原屋がある商店街で「香川生花店」を姑・澄子と経営している。非常に気が強い性格。バラには強い思い入れがある。
村内 弥生 - 橋本真実
井原屋がある商店街で「仕出しの村内」を営んでいる。
一之瀬 壮太 - 駿河太郎
「セレモニーホール太陽」1級葬祭ディレクター。岡部剛史が依頼した葬儀屋で見積もりが安い「葬儀の井原屋」に仕事を奪われる。
晴香のブログに実名でメッセージを書き込んでおり、互いに好意を抱いていた。仕事への冷徹な姿勢を知った晴香に幻滅され、一度は交流を絶たれる。

### ゲスト

#### 第1話
長田 栄司 （満38歳没） - 設楽統（バナナマン）
真人が業績管理していたコロンブス善福寺店店長。いつもビルの屋上で今野友也といつもキャッチボールをしてたが、ビルの屋根にあった軟式ボールを取ろうとした途端、誤ってビルから転落し死亡する。結婚はしていなかったが友也の実父であった。
長田 光江 - 吉行和子（第6話）
栄司の母。普通の幸せを手にすることが出来なかった息子を悔やむ。
今野 友也 - 藤本哉汰（第2 - 3・5 - 6話）
一人で寂しく遊んでいたときに長田と出会いキャッチボールの相手をしてもらっていた。長田が実父であることを知り、自殺に追い込んだ真人を「絶対許さない」と言い放つ。
林田 - 宮川一朗太
日本ロビンフーズ営業部部長、真人の上司。冷徹な性格で、長田の死による社会的な責任追及を恐れ、真人に業績指導記録の改ざんを命じた。
倉木 陽一郎 - 玉森裕太（Kis-My-Ft2）（第2話）
コロンブス善福寺店にバイトの面接に訪れた青年。数日後、刺殺される。

#### 第2話
谷沢 怜奈 - 杏
夢を実現するため路上でサックスを吹いていた。その帰り際、不良に絡まれていたとき陽一郎が助けに入る。
佐藤 啓二 - 峰竜太
陽一郎が大事にしていたポストカード「Merry Xmas」を撮影した写真家。

#### 第3話
香川 澄子 - 草笛光子
嫁・夕子と何かにつけては張り合い、喧嘩を繰り返して来た。憎いだけではなく本当に相手を思いやる気持ちがあり、夕子の誕生日にある計画を立て準備していた。だが、その日が訪れる前に亡くなってしまう。
聖 星矢 / 高井 良彦 - 前川泰之
クラブ「ロイヤル」ホスト。ロッジ「グリーン軽井沢」で澄子の遺体と一緒に発見される。
香川 忠 - 小浜正寛
夕子の夫、澄子の息子。花屋の仕事ではなく普通にサラリーマンとして働いている。
クラブ「ロイヤル」のホスト - 渡部建　（アンジャッシュ）

#### 第4話
岡部 秀喜 - 哀川翔（少年期：佐藤詩音）
以前勤めていた商社を辞め、父親の会社をサポートして来た。父親との思い出がある家を手放すことが出来ない、どのような手段を使っても負債で傾いた会社を立て直さなければならないと考えている。
岡部 剛史 - 小市慢太郎
秀喜の異父兄弟。会社を正当に継ぐ資格がある、会社の新しい顔として正式にお披露目する機会も兼ねて社葬の葬儀委員長を勤めるよう兄から申し出を受ける。
岡部 啓介 - 織本順吉（青年期：骨川道夫）
建設会社「岡部組」社長。釣りをしている時川に落ち、溺死する。剛史が産まれた年に息子の成長を願い、自宅の庭に2人の息子の苗木を並べて記念植樹を植える。

#### 第5 - 6話
及川 孝太 - 鈴木一真（第5話）
「Queen Alice」を含む複数の飲食店を展開していたが経営難に陥り倒産する。「Queen Alice」が入っているテナントビルで刺殺遺体として発見される。
エリカ - 平愛梨（第5話）
「Queen Alice」キャバクラ嬢。
今野 みづき - 本上まなみ
友也の母親。長田と子供を身ごもり、結婚することを考えていた。しかし、ホステスをしていた過去が問題になり長田の母・光江に結婚を反対される。
川原 彩 - 白羽ゆり
達法の妻。桃子と夫の関係を知っていたが黙認し、娘・ 栞（井上琳水）のため普通に夫婦生活を営んで来た。
小島 真二 - 児島功一（第6話）
「未来生命」保険サービス第二部調査員。長田が友也を受取人とし、生命保険に加入していた。

#### 第7話
白井 幸造 - 竜雷太
杉並区立梅里小学校元校長、晴香の恩師。自宅に強盗が押し入り、殺害される。
村内 緑 - 松本じゅん
弥生の母親。娘に誘われ「葬儀の井原屋」の葬儀説明会に参加する。

#### 第8 - 最終話
長峰 美幸 - 西原亜希（第8話）
長峰潤の妻。現在、妊娠している。危険と隣り合わせの警察官という職業から父親に反対され結婚するまでに時間を要し、幸せな新婚生活を始めた矢先に夫が殉職し、突然の出来事で深い悲しみに打ち拉がれる。
大林 健一 - 榊英雄（第8 - 9話）
大林恭子の弟。姉の捜索願を出していたが、白骨遺体で発見される。
戸川 美奈子 - 長山藍子（第9 - 最終話）
健人の産みの母親。葬儀屋家業に嫌気が差し、不倫でストレスを解消したことが原因で浩太郎と別れ井原家を去る。健人は母親が心配でたびたび、美奈子が経営するスナックに顔を見せていた。
嶋田 みどり - 入山法子（第9 - 最終話）
訪問看護師、健人のターミナルケアを担当する。あと数日の命。旅立つ人に想いを残してあげることで僅かでもよい時間を過ごす手助けになるかもしれないと助言する。
大林 恭子 - 江口ナオ（最終話）
何者かに殺害され死体を遺棄。
竹下 絵津子 - 吉田羊（最終話）
木野原の娘、恭子が産んだ息子と結婚する。幼い頃、優樹と仲良く遊んでいた。

## スタッフ
- 脚本：渡辺千穂
- 音楽：羽毛田丈史
- 主題歌：山下智久「愛、テキサス」(ワーナーミュージック・ジャパン)
- 葬儀監修：米山誠一
- 看護指導：布施友里恵
- プロデュース：伊與田英徳
- 演出：石井康晴、川嶋龍太郎、山室大輔
- 製作著作：TBS

## サブタイトル
| 話数                                                       | 放送日        | サブタイトル                                                                  | 演出       | 視聴率 |
| ---------------------------------------------------------- | ------------- | ----------------------------------------------------------------------------- | ---------- | ------ |
| 第1話                                                      | 2012年1月12日 | 僕、葬儀屋になります 〜恋あり、涙あり、ミステリーありのヒューマンホームドラマ | 石井康晴   | 15.3%  |
| 第2話                                                      | 2012年1月19日 | 涙と葬儀屋の謎                                                                | 石井康晴   | 11.0%  |
| 第3話                                                      | 2012年1月26日 | 嫁VS姑バトルと涙                                                              | 川嶋龍太郎 | 12.9%  |
| 第4話                                                      | 2012年2月02日 | 遺産相続〜白紙の遺言状の涙                                                    | 山室大輔   | 09.1%  |
| 第5話                                                      | 2012年2月09日 | 2つの指輪〜弟の恋兄の秘密                                                     | 石井康晴   | 09.1%  |
| 第6話                                                      | 2012年2月16日 | 哀しき不倫愛の結末〜孫への愛                                                  | 川嶋龍太郎 | 10.4%  |
| 第7話                                                      | 2012年2月23日 | ありがとう兄ちゃん〜妹の初恋                                                  | 山室大輔   | 09.6%  |
| 第8話                                                      | 2012年3月01日 | 兄の想いに家族号泣〜涙の殉職                                                  | 石井康晴   | 09.9%  |
| 第9話                                                      | 2012年3月08日 | 最終前編! 母の愛                                                              | 川嶋龍太郎 | 10.5%  |
| 最終話                                                     | 2012年3月15日 | アイ・ラブ・ユー                                                              | 石井康晴   | 10.3%  |
| 平均視聴率 11.0%（視聴率は関東地区・ビデオリサーチ社調べ） |               |                                                                               |            |        |